# 란타넘

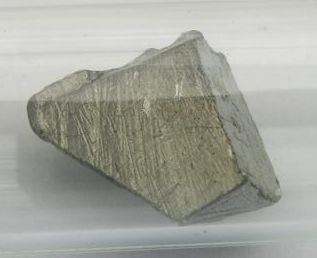

란타넘(←영어: Lanthanum 랜서넘[*]) 또는 란탄(←독일어: Lanthan 란탄[*]), 란타늄(←네덜란드어: lanthanium 란트하니윔[*])은 화학 원소로 기호는 La(←라틴어: Lanthanum 란타눔[*]), 원자 번호는 57이다. 란타넘은 은백색의 금속으로 대개 란타넘족으로 분류한다. 세륨(Ce)이나 희토류 원소와 함께 산출된다. 란타넘은 가단성과 연성이 있고, 칼로 자를 수 있을 만큼 무르다. 희토류 원소 중에 가장 반응성이 크다. 단, 대부분의 란타넘족 원소들이 자성이 있는 데 반해 란타넘은 자성이 없다. 인간의 몸에서 생물학적인 역할은 하지 않는 것으로 알려져 있으나 몇몇 박테리아에게는 필수적이다. 란타넘의 원소기호는 La, 원자번호는 57, 원자량은 138.906이다. 녹는점은 921°C이고, 끓는점은 3457°C이다. 란타넘은 라이터 돌을 만드는 데 쓰이는 미시메탈(Mischmetal)이라는 합금을 만드는 데 쓰인다. 란타넘 화합물의 또 다른 이용 예로는 전자 열음극(electron hot cathode), 가스 텅스텐 아크 용접(GTAW)에서 쓰이는 전극, 촉매 등이 있다. 산화 란타넘을 카메라 렌즈용 유리에 첨가하면 빛의 굴절률이 높아진다. 또 탄화 란타넘(LaCO3)은 신장 기능 부전으로 인한 혈중 인산염 농도의 증가를 막는다.
란타넘은 탄소(C), 질소(N), 붕소(B), 셀레늄(Se), 규소(Si), 인(P), 황(S), 할로젠(F, Cl, Br, I 등) 등과 직접 반응한다. 공기와 접촉하면 급격하게 산화한다. 차가운 물과는 느리게, 뜨거운 물과는 빠르게 반응한다. 공기 중에 그냥 두면 빠르게 색깔이 변한다. 모나자이트(monazite)와 배스트내사이트(bastnäsite) 등 희토류 원소가 들어 있는 광석에서 발견된다. 또한 우라늄, 토륨, 플루토늄의 핵분열로 원자로에서도 만들어진다. 스웨덴의 화학자인 무산더(Carl Gustaf Mosander)가 1839년에 질산 세륨의 불순물로써 처음으로 란타넘을 확인했다. 란타넘은 다른 란타넘족 원소들과 화학적 성질이 유사해 분리 방법이 복잡하기 때문에 순수한 란타넘 금속은 1923년에 와서야 분리되었다.

## 성질

### 물리학적 성질
란타넘은 란타넘족의 기준이자 첫번째 원소이다. 주기율표상에서 알칼리토금속인 바륨 오른쪽, 란타넘족 원소인 세륨 왼쪽에 위치하고 있다. 가끔 이 분류에 논란이 있기는 하지만 란타넘은 스칸듐, 이트륨, 그리고 방사성이 있는 악티늄과 함께 3족 원소로 분류되기도 한다. 이들과 비슷하게 란타넘의 최외각전자 수는 3개이다. 즉 란타넘은 대부분의 화학 반응에서 3가의 양이온 형태로 반응해 비활성 기체 제논(Xe)과 같은 전자 배치를 갖는다. 몇몇 2가의 양이온 형태의 란타넘 화합물이 알려져 있으나 안정성이 적다.
란타넘족에서 란타넘은 예외적으로 4f 궤도의 전자를 가지지 않는다. 란타넘의 전자배치는 [Xe]5d16s2로 스칸듐(Sc), 이트륨(Y), 악티늄(Ac)과 같이 비활성 기체 중심에 최외각 전자 세 개가 있는 전자 배치를 가지고 있다. 사실  4f 오비탈의 순간적인 축소와 에너지 준위의 감소(란타넘족 수축 Lanthanide contraction 이라고 한다)는 란타넘족 원소들의 화학에서 중요한 역할을 하는데, 이는 란타넘 다음 란타넘족 원소인 세륨(Ce)에서부터 처음 나타나기 시작한다. 그래서 란타넘은 다른 란타넘족 원소들이 가지는 강한 상자성과는 다르게 매우 약한 상자성을 띤다.(4f 궤도가 가득 차있는 끝의 이터븀이나 루테튬은 예외이다) 란타넘족 원소들의 녹는점이 6s, 5d, 4f 전자껍질의 전자들과 관련이 있기 때문에 란타넘은 란타넘족 원소들 중 두번째로 녹는점이 낮다.(란타넘의 녹는점은 920 °C이고 가장 녹는점이 낮은 란타넘족 원소는 세륨이다) 란타넘족은 주기율표의 오른쪽으로 갈수록 강도가 커지는 경향이 있다. 따라서 란타넘은 꽤 무른 금속이다. 란타넘은 실온에서 615 nΩm의 비교적 높은 전기저항을 가지고 있다. 비교해보자면 아주 좋은 전도체인 알루미늄의 경우 실온에서 26.5 nΩm밖에 되지 않는다. 또한 란타넘은 가장 휘발성이 작은 란타넘족 원소이다. 실온에서 란타넘은 대부분의 다른 란타넘족 원소들처럼 육각 결정구조를 가지고 있고 310 °C에서는 면심입방격자, 865 °C에서는 체심입방격자 구조가 된다.

### 화학적 성질
원소의 주기적 성질에서 예측할 수 있듯이, 란타넘은 다른 란타넘족 원소들과 안정한 3족 원소들보다 큰 원자 반지름을 가진다. 그로 인해, 란타넘은 그 원소들보다 반응성도 크다. 공기 중에서는 천천히 산화하며 불을 붙일 시 즉시 연소하여 산화 란타넘(III) 즉 La2O3을 생성하는데, 이 산화물은 산화 칼슘(CaO) 만큼 강한 염기성을 띤다. 센티미터 크기의 란타넘 조각은 1년 안에 완전히 산화하는데 그것은 철(Fe)처럼 산화물이 벗겨져 나가기 때문이다. 반대로 알루미늄(Al)이나 란타넘 위쪽에 위치한 스칸듐(Sc)과 이트륨(Y)은 표면에 산화피막을 형성하여 더 이상의 산화를 막을 수 있다. 란타넘은 상온에서 할로젠 원소들과 반응해 삼할로젠화물을 생성하고, 가열할 시 질소(N), 탄소(C), 황(S), 인(P), 붕소(B), 셀레늄(Se), 규소(Si), 그리고 비소(As) 같은 원소들과 이원화물(binary compound)을 생성할 수 있다. 란타넘은 물과 서서히 반응해 수산화물인 수산화 란타넘(III) 즉 La(OH)3를 생성한다. 묽은 황산 용액에서 란타넘은 즉시 수화(aquate)되어 3+의 전하를 가지는 이온인 [La(H2O)9]3+를 생성한다. 그 이온은  La3+이 f 오비탈에 전자를 가지지 않으므로 수용액에서 색을 나타내지 않는다. 란타넘은 란타넘족 원소들과 3족 원소들 보다 더 강한 염기로, 이것도 원자 반지름의 크기에서 예측될 수 있는 사실이다.

### 화합물
산화 란타넘은 흰색 고체로, 성분 원소들의 직접적인 반응으로 생성될 수 있다. La3+이온의 큰 크기로 인해, La2O3는 7의 배위수를 가지는 육각 결정 구조를 가지는데, 이는 높은 온도에서 산화 스칸듐(Sc2O3)과 산화 이트륨(Y2O3)과 같은 배위수가 6인 구조로 바뀐다. 물과 반응해서 수산화 란타넘을 생성할 때 많은 열이 발생하기 때문에(발열 반응) 치이익 하는 소리가 난다. 수산화 란타넘은 공기 중의 이산화탄소와 반응하여 탄산 란타넘을 생성한다.
플루오린화 란타넘은 물에 불용성이므로 수용액 내에 La3+ 이온이 있는지 확인하는 데 쓰인다. 나머지 할로젠화물은 물에 잘 용해된다. 이런 무수의(inhydrous) 할로젠화물은 산화 란타넘의 경우처럼 성분 원소들의 직접적인 반응으로 생성된다. 수화된 LaCl3를 가열하면 LaOCl이 생성된다.
란타넘은 수소(H)와 반응해 2수소화물(dihydride)인 LaH2를 생성하는데, 이는 검은색을 띠고 전도성이 있으며 잘 부서지는, 플루오린화 칼슘(CaF2)과 같은 구조를 가진 화합물이다.  이 화합물에 수소가 흡수되면 전기 전도도가 낮아지는 현상을 수반하면서 더 일반적인 염의 성질을 나타내는 LaH3가 생성된다. LaI2처럼 LaI, LaH2는 아마도 전자가 음이온 역할을 하는 전자화물(electride compound)일 것으로 생각된다.
La3+의 큰 이온 반지름과 란타넘 자체의 전기 양성적인 성질에 의해서 란타넘은 공유 결합 화합물을 별로 만들지 않는다. 옥살산 란타넘은 알칼리 금속 옥살산화물 용액에 그렇게 많이 녹지는 않고, [La(acac)3(H2O)2]는 500 °C 정도의 온도에서 분해된다. 산소(O)는 가장 일반적으로 란타넘의 배위화합물에 포함되는데, 대부분 이온성이고 6 이상의 높은 배위수를 가진다. 8의 배위수를 가지는 것이 가장 일반적이고, 엇사각기둥(antiprismatic)이나 십이면체의 일종인 dodecadeltahedron(영문 Snub disphenoid 문서 참조) 구조를 가진다. 킬레이트 리간드의 사용으로 12의 높은 배위수를 가지는 La2(SO4)3·9H2O 같은 화합물은 입체화학적 요인에 의해 대칭성이 적다.
란타넘의 화학은 해당 원소의 전자 배치로 인하여 π 결합을 포함하지 않는다. 즉 란타넘의 유기금속 화학은 꽤 제한적이다. 대표적인 유기 란타넘 화합물은 사이클로펜타디엔 복합체인 La(C5H5)3로, 무수의 LaCl3을 테트라하이드로퓨란(tetrahydrofuran)이나 이의 메틸(methyl)기를 대체한 파생물 안에서 NaC5H5와 반응시켜서 생성된다.

### 동위원소
(참조: 란타넘 동위 원소, 동위 원소 표)자연적인 란타넘은 두 가지 동위원소 형태로 존재하는데, 그 둘은 안정한 139La와 반감기가 긴 방사성 동위원소인 138La이다. 전체 란타넘의 99.910 % 가139La이고 s 과정과 r 과정에 의해서 생성되었다. 아주 희귀한 동위원소인 138La는 1.05×1011의 긴 반감기를 가지는, 지구가 생성되기 전 존재했던 몇 안되는 양성자와 중성자의 개수 모두가 홀수인 동위원소이다. 138La는 더 희귀한 동위원소인 180mTa처럼 원자핵에 양성자가 많은 동위원소이고 이것은 s 나 r 과정에서 생성될 수 없음을 의미한다. 그 대신 이러한 동위원소들은 ν-과정에서 생성된다. ν-과정에서는 렙톤(lepton, 경입자)의 일종인 중성미자들이 안정한 동위원소와 상호작용한다. 139La와 138La를 제외한 나머지 동위원소들은 인공적이다. 인공적인 동위원소 중에 60,000 년의 반감기를 가지는 137La를 제외한 나머지는 반감기가 하루 미만이고 대부분은 반감기가 1분을 넘지 못한다. 139La와 140La는 우라늄(U)의 핵분열 산물로 생성된다.